# Classe universitaire préparatoire aux grandes écoles
Les classes universitaires préparatoires aux grandes écoles (CUPGE) sont des cursus universitaires de deux ans permettant de préparer des concours pour des grandes écoles. Parcoursup en recense 29 en France, principalement scientifiques mais aussi économiques et littéraire.
Il est possible de passer des concours, spécifiques aux licences, à la fin de la deuxième année (L2 CUPGE) ou bien à la fin d'une troisième année (L3 classique). L'admission à des grandes écoles peut aussi faire par dossier (concours sur titre).
Le rythme de travail et l'encadrement sont plus élevés que pour une licence en cursus classique, mais plus faibles que pour une CPGE. Par exemple, les CUPGE ont des khôlles et des DS que les licence en cursus classiques n'ont pas.
Certaines CUPGE scientifiques sont associées au Réseau Polytech. Après une CUPGE scientifique, il est possible de passer le concours PassIngénieur, ou de postuler sur dossier à diverses écoles dont les écoles de Polytech, les INSA, les INP. De plus, il est possible de continuer en L3.